# 佩克莱特数
佩克莱特数是流体力学中的无量纲数，指流体中对流和扩散质量、热量之比，计算式为：
{\displaystyle \mathrm {Pe} =\mathrm {Re} \mathrm {Pr} ={\frac {VL}{\alpha }}}
其中：
- {\displaystyle \mathrm {Re} }为雷诺数
- {\displaystyle \mathrm {Pr} }为普朗特数
- {\displaystyle V}为平均流速
- {\displaystyle L}为特征长度
- {\displaystyle \alpha }为擴散係數或热扩散率

佩克莱特数以Pe表示，是一个無因次參數，用来表示对流速率與擴散速率之比。若Pe >> 1，表示流速大，擴散十分緩慢，故當物質被帶往下游時，擴散雲團之尺度幾乎不變，擴散雲團可視為一凝結雲團向下游平移，擴散對濃度的影響可予以忽略。反之，當Pe << 1時，表示擴散十分快速，而擴散主導濃度的變化。

## 与博登施泰数差别
佩克莱特数与另一个无量纲数博登施泰数在定义上十分相似，但有细微差别，主要体现在：
{\displaystyle \mathrm {Pe} =\mathrm {Re} \mathrm {Pr} },
{\displaystyle \mathrm {Bo} =\mathrm {Re} \,\mathrm {Sc} }
其中
{\displaystyle \mathrm {Re} }为雷诺数，{\displaystyle \mathrm {Pr} }为普朗特数，{\displaystyle \mathrm {Sc} }为施密特数。